# ویرامگام
ویرامگام (به انگلیسی: Viramgam) یک منطقهٔ مسکونی در هند است که در Viramgam Taluka واقع شده‌است. ویرامگام ۱۹ کیلومتر مربع مساحت و ۵۵٬۸۲۱ نفر جمعیت دارد و ۳۲ متر بالاتر از سطح دریا واقع شده‌است.